# Wojciech Rytter
Wojciech Maciej Rytter (ur. 21 grudnia 1948 w Tomaszowie Mazowieckim) – polski matematyk i informatyk, profesor nauk matematycznych. Specjalizuje się w algorytmice, projektowaniu i analizie efektywnych algorytmów, teorii automatów i języków formalnych. profesor zwyczajny Instytutu Informatyki Wydziału Matematyki, Informatyki i Mechaniki Uniwersytetu Warszawskiego.

## Życiorys
Jest absolwentem najstarszego tomaszowskiego liceum – I Liceum Ogólnokształcącego im. Jarosława Dąbrowskiego w Tomaszowie Mazowieckim
Studia ukończył na Uniwersytecie Warszawskim w 1971, gdzie następnie został zatrudniony i zdobywał kolejne awanse akademickie. Stopień doktorski uzyskał w 1975, a habilitował się w 1985. Tytuł naukowy profesora nauk matematycznych otrzymał w 1997. Zagraniczne staże naukowe odbył m.in. w brytyjskim University of Warwick (1996–1997), University of Mexico w Meksyku (1978–1979), amerykańskim University of California w Riverside (1992–1993), francuskim Universite Paris VII oraz Paris Nord, niemieckim Uniwersytecie w Bonn (1994–1995), University of Liverpool (1997–2002) oraz w New Jersey Institute of Technology (2002–2004).
Jest autorem pięciu książek, wielu rozdziałów w pracach zbiorowych oraz licznych artykułów. Wraz z Lechem Banachowskim i Krzysztofem Diksem napisał bardzo popularny i wielokrotnie wznawiany podręcznik Algorytmy i struktury danych (Wydawnictwa Naukowo-Techniczne, Warszawa 2006, ISBN 83-204-3224-3).
Redaktor czasopisma „Parallel Processing Letters”. Swoje prace publikował w takich czasopismach jak m.in. „Discrete Applied Mathematics”, „SIAM Journal on Computing” „Information Processing Letters”, „Theoretical Computer Science” oraz „Algorithmica”.
Żonaty, ma troje dzieci.